# Sárkányfa
A sárkányfa vagy sárkányvérfa (Dracaena) a spárgavirágúak (Asparagales) rendjébe, a spárgafélék (Asparagaceae) családjának Nolinoideae alcsaládjába tartozó növénynemzetség.
Neve az ógörög δράκαινα, nőstény sárkány szóból származik, amit az egyes fajainak (valószínűleg leginkább a D. cinnabari-nak) felsértett törzséből kifolyó, megszáradva vörös színű gyantáról (sárkányvér) kapott.
Korábban az agávéfélék családjába, egyes más osztályozások pedig saját családba, a Dracaenaceae-be sorolták. Az APG II rendszerben még a molekuláris genetikai vizsgálatok, illetve  az összevont lepellevelek, 6 porzója, kevés magvú bogyótermése alapján a csodabogyófélék (Ruscaceae) családjába sorolták. Mintegy negyven, főként óvilági trópusi cserje vagy fafaj tartozik ide, amelyek közül többet dísznövényként is tartanak.
Gyökere színes (sárga–narancssárga); sokáig főleg ennek alapján különböztették meg a nagyon hasonló alkatú, de fehér gyökerű bunkóliliomoktól (Cordyline spp.).
Egyik legismertebb faja az Afrika keleti csúcsánál levő Szokotra szigeten növő szokotrai sárkányfa (D. cinnabari), a másik a Kanári-szigeteken növő kanári sárkányfa (D. draco). Valaha jóformán egybefüggő sárkányfaerdő borította Porto Santo szigetét is, ez azonban a helytelen erdőgazdálkodás eredményeként kipusztult, csak Madeirán maradt meg néhány sárkányfa. Az Arab-tábla félsivatagi tájain él a fűrészes levelű arab sárkányfa (D. serrulata). A núbiai sárkányfa (D. ombet) reliktum fajként az Észak-Afrika keleti részén a Vörös-tengerre néző sziklás hegyvidék lakója.
Alkatuk szerint két csoportba oszthatók:
- Az egyik csoportba faméretű fajok tartoznak vaskos törzzsel, merev, széles alapú levelekkel; ezek félsivatagos területeken nőnek, és sárkányfák, üstökösfák néven ismeretesek
- A másik csoportba kisebb, cserjeméretű fajok tartoznak karcsú szárral, hajlékony szalag formájú levelekkel; ezek esőerdők aljnövényzetében nőnek, és gyakran szobanövényként is tartják őket.

## Fajok
Fatermetű fajok
- Dracaena americana
- Dracaena arborea

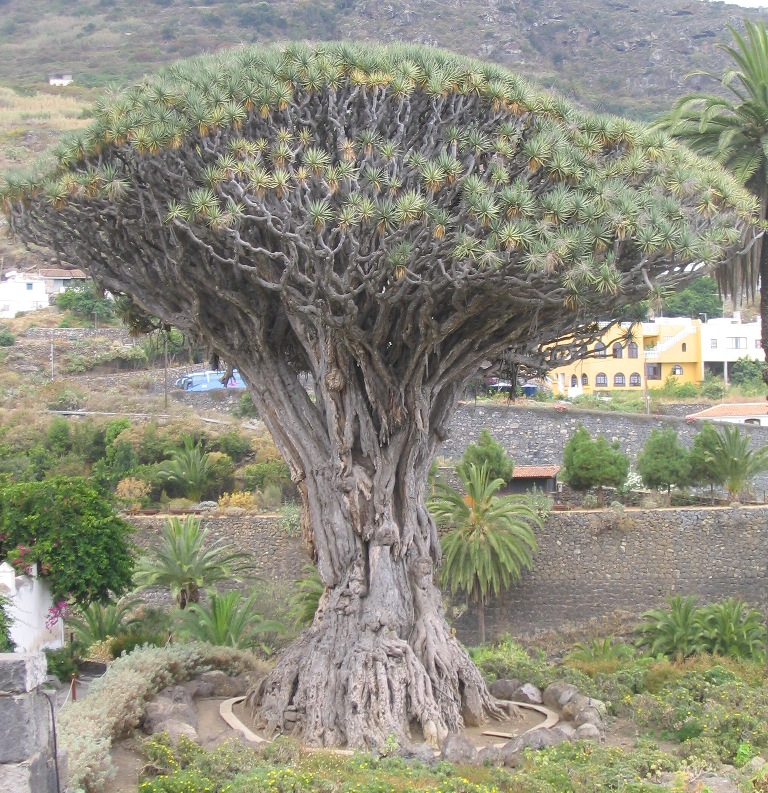
Egy kanári sárkányfa Tenerifén

- szokotrai sárkányfa (Dracaena cinnabari)
- kanári sárkányfa (Dracaena draco)
- núbiai sárkányfa (Dracaena ombet)
- arab sárkányfa (Dracaena serrulata)

Cserjeszerű fajok
- Dracaena aletriformis
- Dracaena bicolor
- Dracaena cincta
- Dracaena concinna
- Dracaena elliptica
- sávos sárkányfa (Dracaena deremensis)
- illatos sárkányfa (Dracaena fragrans)
- Dracaena goldieana
- Dracaena hookeriana
- Dracaena mannii
- tarka sárkányfa (Dracaena marginata)
- Dracaena marmorata
- Dracaena phrynioides
- Dracaena reflexa
- fehérszélű sárkányfa (Dracaena sanderiana)
- bokros sárkányfa (Dracaena surculosa)
- Dracaena thalioides
- Dracaena umbraculifera